# Andrena quintilis
Andrena quintilis är en biart som beskrevs av Robertson 1898. Andrena quintilis ingår i släktet sandbin, och familjen grävbin. Inga underarter finns listade i Catalogue of Life.